# 李维斯体育场
李维斯体育场（英語：Levi's Stadium）是座落在美国加利福尼亚州圣克拉拉的体育场，于2014年竣工，由Levi's公司冠名，为NFL球队舊金山49人的主场。

## 概述
舊金山49人自1971年起使用旧金山的蜡扦公园作为主场。舊金山49人队原本计划在原址新建一座体育场，后因为成本影响，2006年转而提议在南灣的圣克拉拉新建体育场，并于2010年获得批准。体育场在2012年4月开建，选址在大美洲主題公園附近的一处停车场。2014年7月17日建成开放。于2014年8月2日举办首场比赛，由美國職業足球大聯盟的圣何塞地震对阵西雅圖海灣者。
体育场由HNTB建筑事务所设计，圣克拉拉体育场馆管理局运营。采用开放式场馆设计和天然草皮。拥有68,500个座位，在重大赛事时可增加到75,000个座位。
由于该球场正好坐落在諾曼·峰田聖荷西國際機場一条跑道方向上，因而球场灯光时常会给夜间降落带来困扰。
该球场在设计时没有考虑遮阳问题。在橄榄球季前期，圣克拉拉天气炎热，且不似旧金山一样有海风吹佛，球场东侧的大片看台在下午时分会直接暴露在烈日的炙烤之下，而西侧的贵宾包厢则在背阳的阴影之中。

## 重大赛事
- 2015年：
  - 第三十一届摔角狂热大赛
  - 2015年國際冠軍盃巴塞罗那对曼联
- 2016年：
  - 第五十屆超級盃
  - 百年美洲盃4场比赛
  - 2016年國際冠軍盃AC米兰对利物浦
- 2017年：
  - 2017年國際冠軍盃曼联对皇家马德里
- 2018年：
  - 2018年國際冠軍盃AC米兰对巴塞罗那
- 2019年：
  - 大学橄榄球季后赛全国冠军赛
- 未来：
  - 2026年國際足協世界盃
  - 2028年夏季奥林匹克运动会